# Campeonato da Europa de Atletismo de 1986
Os 14º Campeonatos Europeus de Aletismo tiveram lugar no Neckarstadion de Estugarda, na Alemanha Ocidental, entre 29 de agosto e 3 de setembro de 1986. 
Nesta edição foi batido o recorde mundial dos 200 metros femininos, pela alemã oriental Marita Koch, ao realizar a marca de 21.71 s.

## Medalhistas

### Masculino
| Evento                | Ouro                                                                                            | Prata                                                                                     | Bronze                                                                                         |
| --------------------- | ----------------------------------------------------------------------------------------------- | ----------------------------------------------------------------------------------------- | ---------------------------------------------------------------------------------------------- |
| 100 metros            | Linford Christie · Reino Unido                                                                  | Steffen Bringmann · Alemanha Oriental                                                     | Bruno Marie-Rose · França                                                                      |
| 200 metros            | Vladimir Krylov · União Soviética                                                               | Jürgen Evers · Alemanha Ocidental                                                         | Andrey Fedoriv · União Soviética                                                               |
| 400 metros            | Roger Black · Reino Unido                                                                       | Thomas Schönlebe · Alemanha Oriental                                                      | Matthias Schersing · Alemanha Oriental                                                         |
| 800 metros            | Sebastian Coe · Reino Unido                                                                     | Tom McKean · Reino Unido                                                                  | Steve Cram · Reino Unido                                                                       |
| 1500 metros           | Steve Cram · Reino Unido                                                                        | Sebastian Coe · Reino Unido                                                               | Han Kulker · Países Baixos                                                                     |
| 5000 metros           | Jack Buckner · Reino Unido                                                                      | Stefano Mei · Itália                                                                      | Tim Hutchings · Reino Unido                                                                    |
| 10000 metros          | Stefano Mei · Itália                                                                            | Alberto Cova · Itália                                                                     | Salvatore Antibo · Itália                                                                      |
| Maratona              | Gelindo Bordin · Itália                                                                         | Orlando Pizzolato · Itália                                                                | Herbert Steffny · Alemanha Ocidental                                                           |
| 110 m barreiras       | Stéphane Caristan · França                                                                      | Arto Bryggare · Finlândia                                                                 | Carlos Sala · Espanha                                                                          |
| 400 m barreiras       | Harald Schmid · Alemanha Ocidental                                                              | Aleksandr Vasiliyev · União Soviética                                                     | Sven Nylander · Suécia                                                                         |
| 3000 m obstáculos     | Hagen Melzer · Alemanha Oriental                                                                | Francesco Panetta · Itália                                                                | Patriz Ilg · Alemanha Ocidental                                                                |
| Estafeta 4x100m       | Aleksandr Yevgenyev · Nikolay Yuschmanov · Vladimir Muravyov · Viktor Bryzgin · União Soviética | Thomas Schröder · Steffen Bringmann · Olaf Prenzler · Frank Emmelmann · Alemanha Oriental | Elliot Bunney · Daley Thompson · Michael McFarlane · Linford Christie · Reino Unido            |
| Estafeta 4x400m       | Derek Redmond · Kriss Akabusi · Brian Whittle · Roger Black · Reino Unido                       | Klaus Just · Edgar Itt · Harald Schmid · Ralf Lübke · Alemanha Ocidental                  | Vladimir Prosin · Vladimir Krylov · Arkadiy Kornilov · Aleksandr Kurotchikin · União Soviética |
| 20 km marcha          | Jozef Priblinec · Tchecoslováquia                                                               | Maurizio Damilano · Itália                                                                | Miguel Ángel Prieto · Espanha                                                                  |
| 50 km marcha          | Hartwig Gauder · Alemanha Oriental                                                              | Viacheslav Ivanenko · União Soviética                                                     | Valeriy Suntsov · União Soviética                                                              |
| Salto em altura       | Igor Paklin · União Soviética                                                                   | Sergey Malchenko · União Soviética                                                        | Carlo Thränhardt · Alemanha Ocidental                                                          |
| Salto com vara        | Sergey Bubka · União Soviética                                                                  | Vasiliy Bubka · União Soviética                                                           | Philippe Collet · França                                                                       |
| Salto em comprimento  | Robert Emmiyan · União Soviética                                                                | Sergey Layevskiy · União Soviética                                                        | Giovanni Evangelisti · Itália                                                                  |
| Triplo salto          | Hristo Markov · Bulgária                                                                        | Māris Bružiks · União Soviética                                                           | Oleg Protsenko · União Soviética                                                               |
| Arremesso do peso     | Werner Günthör · Suíça                                                                          | Ulf Timmermann · Alemanha Oriental                                                        | Udo Beyer · Alemanha Oriental                                                                  |
| Lançamento do disco   | Romas Ubartas · União Soviética                                                                 | Georgiy Kolnootchenko · União Soviética                                                   | Vaclavas Kidykas · União Soviética                                                             |
| Lançamento do dardo   | Klaus Tafelmeier · Alemanha Ocidental                                                           | Detlef Michel · Alemanha Oriental                                                         | Viktor Yevsyukov · União Soviética                                                             |
| Lançamento do martelo | Yuriy Sedykh · União Soviética                                                                  | Sergey Litvinov · União Soviética                                                         | Igor Nikulin · União Soviética                                                                 |
| Decatlo               | Daley Thompson · Reino Unido                                                                    | Jürgen Hingsen · Alemanha Ocidental                                                       | Siegfried Wentz · Alemanha Ocidental                                                           |

### Feminino
| Evento               | Ouro                                                                                                  | Prata                                                                                        | Bronze                                                                                     |
| -------------------- | --- | -------------------------------------------------------------------------------------------- | ------------------------------------------------------------------------------------------ |
| 100 metros           | Marlies Göhr · Alemanha Oriental                                                                      | Aneliya Nuneva · Bulgária                                                                    | Nelli Cooman · Países Baixos                                                               |
| 200 metros           | Heike Drechsler · Alemanha Oriental                                                                   | Marie-Christine Cazier · França                                                              | Silke Gladisch-Möller · Alemanha Oriental                                                  |
| 400 metros           | Marita Koch · Alemanha Oriental                                                                       | Olga Vladykina · União Soviética                                                             | Petra Schersing · Alemanha Oriental                                                        |
| 800 metros           | Nadezhda Olizarenko · União Soviética                                                                 | Sigrun Wodars · Alemanha Oriental                                                            | Lyubov Gurina · União Soviética                                                            |
| 1500 metros          | Ravilya Agletdinova · União Soviética                                                                 | Tatyana Samolenko · União Soviética                                                          | Doina Melinte · Roménia                                                                    |
| 3000 metros          | Olga Bondarenko · União Soviética                                                                     | Maricica Puică · Roménia                                                                     | Yvonne Murray · Reino Unido                                                                |
| 10000 metros         | Ingrid Kristiansen · Noruega                                                                          | Olga Bondarenko · União Soviética                                                            | Ulrike Bruns · Alemanha Oriental                                                           |
| Maratona             | Rosa Mota · Portugal                                                                                  | Laura Fogli · Itália                                                                         | Yekaterina Khramenkova · União Soviética                                                   |
| 100 m barreiras      | Yordanka Donkova · Bulgária                                                                           | Cornelia Oschkenat · Alemanha Oriental                                                       | Ginka Zagorcheva · Bulgária                                                                |
| 400 m barreiras      | Marina Stepanova · União Soviética                                                                    | Sabine Busch · Alemanha Oriental                                                             | Cornelia Feuerbach · Alemanha Oriental                                                     |
| Estafeta 4x100m      | Silke Gladisch-Möller · Sabine Rieger · Ingrid Brestrich-Auerswald · Marlies Göhr · Alemanha Oriental | Ginka Zagorcheva · Aneliya Nuneva · Yordanka Donkova · Nadezhda Georgieva-Ivanova · Bulgária | Antonia Nastoburko · Natalya Bochina · Marina Zhirova · Olga Solotaryova · União Soviética |
| Estafeta 4x400m      | Kirsten Emmelmann · Sabine Busch · Petra Müller · Marita Koch · Alemanha Oriental                     | Gisela Kinzel · Ute Thimm · Heidi-Elke Gaugel · Gaby Bussmann · Alemanha Ocidental           | Ewa Kasprzyk · Marzena Wojdecka · Elzbieta Kapusta · Genowefa Blaszak · Polónia            |
| 10 km marcha         | María Cruz Díaz · Espanha                                                                             | Ann Janson · Suécia                                                                          | Siw Ybañez · Suécia                                                                        |
| Salto em altura      | Stefka Kostadinova · Bulgária                                                                         | Svetlana Isaeva · Bulgária                                                                   | Olga Turchak · União Soviética                                                             |
| Salto em comprimento | Heike Drechsler · Alemanha Oriental                                                                   | Galina Chistyakova · União Soviética                                                         | Helga Radtke · Alemanha Oriental                                                           |
| Arremesso do peso    | Heidi Krieger · Alemanha Oriental                                                                     | Ines Müller · Alemanha Oriental                                                              | Nataliya Akhrimenko · União Soviética                                                      |
| Lançamento do disco  | Diana Sachse · Alemanha Oriental                                                                      | Tsvetanka Khristova · Bulgária                                                               | Martina Hellmann · Alemanha Oriental                                                       |
| Lançamento do dardo  | Fatima Whitbread · Reino Unido                                                                        | Petra Felke · Alemanha Oriental                                                              | Beate Peters · Alemanha Ocidental                                                          |
| Heptatlo             | Anke Vater · Alemanha Oriental                                                                        | Natalya Schubenkova · União Soviética                                                        | Judy Simpson · Reino Unido                                                                 |

## Quadro de medalhas
| Ordem | País               | Medalha de ouro | Medalha de prata | Medalha de bronze | Total |
| ----- | ------------------ | --------------- | ---------------- | ----------------- | ----- |
| 1     | União Soviética    | 11              | 13               | 12                | 36    |
| 2     | Alemanha Oriental  | 11              | 10               | 8                 | 29    |
| 3     | Reino Unido        | 8               | 2                | 5                 | 15    |
| 4     | Bulgária           | 3               | 4                | 1                 | 8     |
| 5     | Itália             | 2               | 6                | 2                 | 10    |
| 6     | Alemanha Ocidental | 2               | 4                | 5                 | 11    |
| 7     | França             | 1               | 1                | 2                 | 4     |
| 8     | Espanha            | 1               | -                | 2                 | 3     |
| 9     | Tchecoslováquia    | 1               | -                | -                 | 1     |
|       | Noruega            | 1               | -                | -                 | 1     |
|       | Portugal           | 1               | -                | -                 | 1     |
|       | Suíça              | 1               | -                | -                 | 1     |
| 13    | Suécia             | -               | 1                | 2                 | 3     |
| 14    | Roménia            | -               | 1                | 1                 | 2     |
| 15    | Finlândia          | -               | 1                | -                 | 1     |
| 16    | Países Baixos      | -               | -                | 2                 | 2     |
| 17    | Polónia            | -               | -                | 1                 | 1     |
|       | TOTAL              | 43              | 43               | 43                | 129   |

## Participantes
De acordo com uma contagem não oficial, 878 atletas de 31 países participaram do evento, 28 atletas menos do que o número oficial de 906, conforme publicado. 
| - Áustria (17) - Bélgica (20) - Bulgária (34) - Chipre (6) - Checoslováquia (29) - Dinamarca (17) - Alemanha Oriental (65) - Finlândia (31) | - França (59) - Gibraltar (1) - Grécia (6) - Hungria (24) - Islândia (3) - Irlanda (12) - Itália (47) - Liechtenstein (2) | - Luxemburgo (2) - Malta (1) - Países Baixos (16) - Noruega (30) - Polónia (34) - Portugal (21) - Roménia (16) - União Soviética (98) | - Espanha (33) - Suécia (49) - Suíça (26) - Turquia (6) - Reino Unido (79) - Alemanha Ocidental (82) - Iugoslávia (12) |